# Landskvinnestemmerettsforeningen

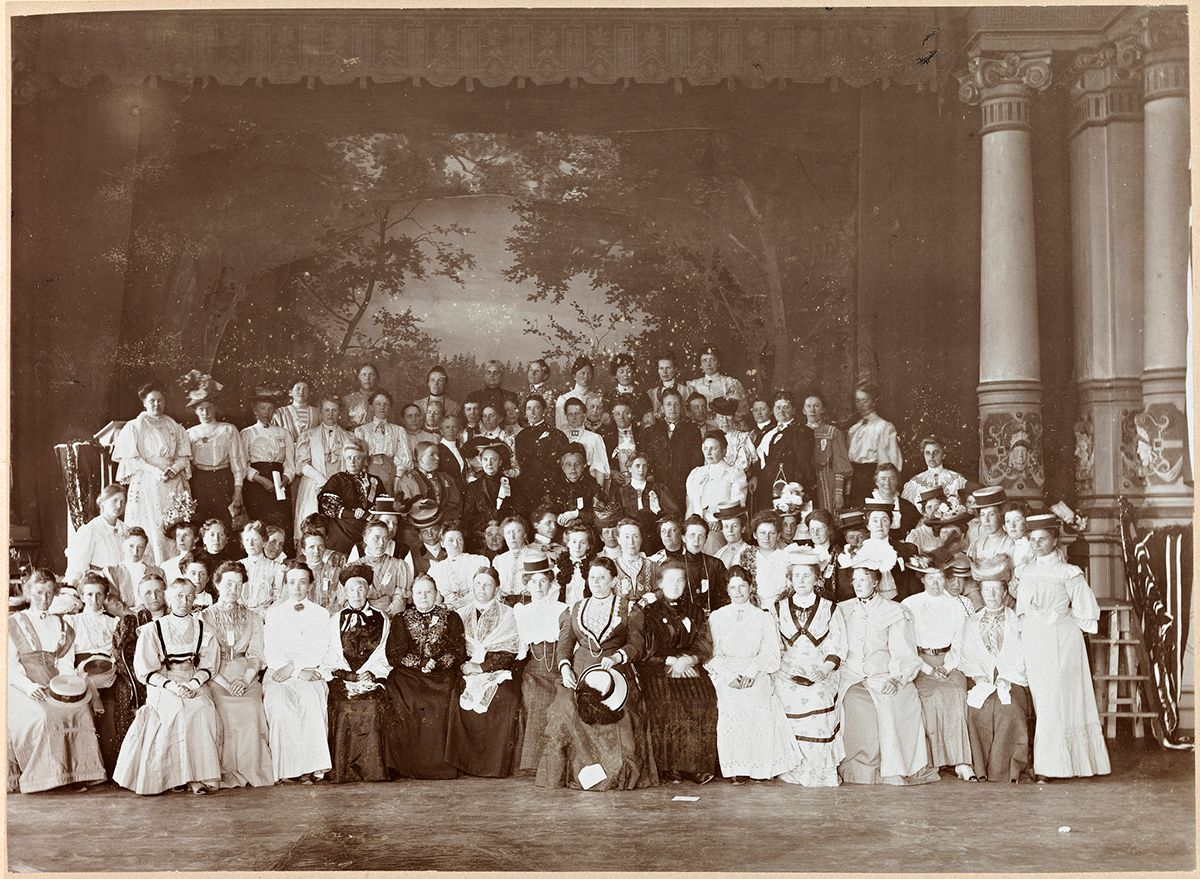
Landskvinnestemmerettighetsforeningen; bildat 1898, under ett möte i Lillehammer. Datumet är okänt.

Landskvinnestemmerettsforeningen eller LSKF var en norsk riksorganisation för kvinnlig rösträtt i Norge, aktiv mellan 1898 och 1913.
Föreningen var en rikstäckande version av dess lokala föregångare i Oslo, Kvindestemmeretsforeningen (1885-1913). Den grundades av bland andra Gina Krog, Fredrikke Marie Qvam, Betzy Kjelsberg och Fredrikke Mørck, som var medlemmar i Kvindestemmeretsforeningen. Den utlösande orsaken till grundandet var rösträttsreformen 1898, som endast hade omfattat män och där kvinnor hade utelämnats. LSKF stödde Norges och Sveriges unionsupplösningen 1905.
Under ledning av ordförande Fredrikke Marie Qvam, Elise Welhaven Gunnerson och Marie Kjølseth hade LSKF 1904 sin egen nationella namninsamlingskampanj för att stödja unionsupplösningen. Kampanjen samlade in 244.765 kvinnors namnunderskrifter, från kvinnor som inte hade rösträtt vid den tiden. Listorna överlämnades till Stortinget den 22 augusti 1905. Förutom denna åtgärd från Landskvinnestemmerettsforeningen ledde Gina Krog, ordförande för Norske Kvinners Nasjonalråd, en föreningsaktion, där cirka 565 lokala och centrala kvinnors organisationer skrev under namninsamlingen.
Från 1906 ingick Landskvinnestemmerettsforeningen i International Council of Women. Organisationen upplöstes då den uppnått sitt syfte genom införandet av kvinnlig rösträtt i Norge 1913.